# Tir amb arc als Jocs Olímpics d'estiu de 1900 - Au Cordon Doré 50 metres
La competició d'Au Cordon Doré a 50 metres va ser una de les proves de tir amb arc dels Jocs Olímpics de París de 1900. La qualificació per a la prova es va fer durant unes competicions per equips, que sols servien per a classificar els 8 millors arquers per a la prova individual.

## Medallistes
| Or            | Plata            | Bronze        |
| Henri Hérouin | Hubert van Innis | Émile Fisseux |

## Resultats
| Posició | Arquer           | Puntuació |
| ------- | ---------------- | --------- |
| Or      | Henri Hérouin    | 31        |
| Plata   | Hubert van Innis | 29        |
| Bronze  | Émile Fisseux    | 28        |
| 4       | Henri Helle      | 27        |
| 5       | Edouard Beaudoin | 26        |
| 6       | Denet            | 26        |
| 7       | Galinard         | 26        |
| 8       | Lecomte          | 25        |